# Občina Ig
Občina Ig je ena od občin v Republiki Sloveniji, ki šteje okoli 7.600 prebivalcev in meri 98,8 km2. Leži južno od Ljubljane, deloma na Ljubljanskem barju, deloma pa v hribovitem svetu pod Krimom in Mokrcem, ki sta najvišji gori (nad 1000 m) v občini in širši okolici. Središče občine je naselje Ig, nazadnje je bila ustanovljena leta 1994. Prebivalstvo občine v zadnjem obdobju narašča zlasti na račun priseljevanja prebivalstva iz Ljubljane (suburbanizacija). Občina Ig obsega 25 naselij in se teritorialno deli na 23 krajevnih skupnosti.
Pomembne turistične znamenitosti v občini Ig so: dolina (kanjon) Iške oz. Iški Vintgar, romarski vrh Kurešček s Cerkvijo Marije Kraljice Miru in planinskim domom pod njim, razgledni vrh Krim s planinskim domom, Ribniki v dolini Drage z Gozdno učno potjo Draga med Ribniki in vasjo Dobravica, naravni rezervat Iški morost  (IUCN Ia) s Koščevo učno potjo na Barju, kjer so arheološka najdišča kolišč (Maharski prekop), rekonstrukcija kolišča ob Ižici, ki spada k Muzeju Morost na Igu, nekaj rimskih ostalin (Stari dedec) in spomenikov NOB (Kozlarjeva gošča, Partizanska bolnišnica Krvavice), Cerkev sv. Nikolaja na Visokem z zunanjimi freskami Janeza Ljubljanskega ter hipodrom v Vrbljenah oz. Strahomerju pod Krimom.

## Zgodovina občine
V času Ilirskih provinc je bilo območje današnje občine Ig razdeljeno na dve meriji, Brest in Želimlje, ki sta se bili del ljubljanskega distrikta province Kranjske in kantona Ljubljana zunaj obzidja (extra muros). Po obnovitvi avstrijske oblasti sta meriji Brest in Želimlje ohranili svoj ozemeljski obseg, ter bili preoblikovani v glavni občini, podrejeni okrajni gosposki s sedežem na gradu Zonek. Glavna občina Brest je obsegala šest podobčin (Brest, Iška Loka, Iška vas, Jezero, Studenec-Ig in Vrbljene), glavna občina Želimlje pa štiri (Golo, Pijava Gorica, Zapotok in Želimlje). Na podlagi oktroirane ustave in občinskega zakona iz leta 1849 so na Kranjskem leta 1850 nastale samoupravne krajevne občine, pri čemer je ponekod prišlo do združevanja ozemlja več katastrskih občin. Ozemlje današnje občine Ig je bilo po novi ureditvi razdeljeno med šest krajevnih občin, od tega pet s sedežem znotraj današnje ižanske občine (občine Iška Loka, Iška vas, Studenec-Ig, Tomišelj in Vrbljene), ena pa izven (občina Želimlje). Tedanja občina Želimlje je obsegala celoten jugovzhodni del današnje ižanske občine, le manjši del, vključno z Želimljami, pa je danes del občine Škofljica. Občina Tomišelj je obsegala tudi kraja Jezero in Planinca, ki sta danes del občine Brezovica, ob popisih prebivalstva v letih 1900 in 1910 pa so kot del občine Iška vas navedene tudi tri kmetije na Rakitni. Kljub majhnemu številu prebivalcev v mnogih od teh občin so vse preživele komasacijo leta 1866, ko je bilo število kranjskih občin zmanjšano za slabo tretjino.
Po razpadu Avstro-Ogrske so kljub številnim spremembam na drugih ravneh uprave občine preživele nespremenjene do jugoslovanskega Zakona o občinah iz leta 1933, s katerim je prišlo do novega združevanja občin. Občine Iška Loka, Iška vas in Vrbljene so bile zaradi svoje majhnosti z novim zakonom ukinjene. Ozemlje občine Iška vas je bilo priključeno občini Studenec-Ig, ozemlje občin Iška Loka in Vrbljene pa občini Tomišelj. Iz občine Tomišelj je bila izvzeta katastrska občina Jezero, ki je bila priključena občini Preserje. Do ponovnega spreminjanja občinskih meja je prišlo že marca 1934, ko je bila občini Tomišelj ponovno priključena katastrska občina Jezero iz občine Preserje, občini Ig pa sta bili priključeni katastrska občina Golo iz občine Želimlje in ozemlje bivše občine Iška Loka iz občine Tomišelj. Oktobra 1937 je nato prišlo do že tretje revizije meja, s katero bilo Sarsko izločeno iz občine Želimlje in priključeno občini Ig, iz občine Ig pa so bili izločena naselja Gorenje Golo, Dolenje Golo ter Škrilje, ki so zopet postala del občine Želimlje.
Med 2. svetovno vojno so Ižansko zasedli Italijani, 3. maja 1941 pa je bilo v okviru Ljubljanske pokrajine priključeno Kraljevini Italiji. Italijani so v ižanskih občinah ohranili stare župane in teritorialno ureditev. Ižansko je bilo med vojno prizorišče spopadov med okupatorjem in partizani, Italijani pa so požgali vasi Golo, Škrilje, Selnik, Visoko, Zapotok, Rogatec nad Želimljami, Ustje, Iška vas in Gornji Ig, ter mnoge prebivalce poslali v internacijo.
Po koncu 2. svetovne vojne je bila stara občinska ureditev odpravljena in občine so zamenjali tako imenovani kraji. Na Ižanskem so sprva obstajali kraji Brest, Golo, Ig, Iška Loka in Iška vas, že aprila 1946 pa je prišlo do združevanja po katerem naj bi ostali le še kraji Ig, Golo-Škrilje in Tomišelj. Še preden bi se nova ureditev začela izvajati, pa je bila zakonodaja znova spremenjena, na Ižanskem pa so bili uvedeni kraji Ig, Golo-Škrilje, Matena-Iška Loka, Iška vas in Tomišelj. Naselje Selnik je bilo izločeno iz kraja Želimlje in priključeno kraju Golo-Škrilje, Ustje pa je postalo del kraja Rakitna. Tudi ta ureditev se ni dolgo obdržala, saj je bil leta 1948 najprej ukinjen kraj Matena-Iška Loka, njegovo ozemlje pa je bilo pripojeno Igu, iz kraja Tomišelj pa je bil izločen del naselja z imenom Lipe, ki je bil nato pripojen Ljubljani. Leta 1949 je bil nato ukinjen še kraj Iška vas ter bil priključen Igu, kraj Ig pa je dobil tudi del ukinjenega kraja Želimlje z naseljem Klada.
Leta 1952 so bili kraji ukinjeni, Slovenija pa je zopet dobila občine. Novonastala občina Ig je tedaj združevala naselja Brest, Dobravica, Golo, Gornji Ig, Ig, Iška, Iška Loka, Iška vas, Klada, Kot, Kremenica, Matena, Sarsko, Selnik, Staje, Strahomer, Škrilje, Tomišelj, Visoko, Vrbljene, Zapotok, Želimlje in del naselja Lipe. Leto kasneje je samostojno naselje v občini postal še Rogatec nad Želimljami. Z uvedbo komun v Jugoslaviji je prišlo do nadaljnjega združevanja občin, saj so občine dobivale vedno več pooblastil in zadolžitev, zato pa so morale biti finančno močnejše. Občina Ig je bila po le nekaletnem obstoju tako ukinjena in priključena novi občini Ljubljana-Rudnik, ki se je leta 1963 nato z občino Ljubljana-Vič spojila v občino Ljubljana-Vič-Rudnik.
Po osamosvojitvi Slovenije se je vloga občine spremenila, zato je prišlo do razbijanja prejšnjih velikih občin. Slovenija je bila v ta namen spomladi leta 1994 razdeljena na referendumska območja za ustanovitev novih občin. Kljub željam krajanov krajevne skupnosti Iška vas po lastni občini, je Državni zbor celotno Ižansko strnil v referendumsko območje za ustanovitev občine Ig v obsegu naselij Brest, Dobravica, Golo, Gornji Ig, Ig, Iška, Iška Loka, Iška vas, Kot, Kremenica, Matena, Rogatec nad Želimljami, Sarsko, Selnik, Staje, Strahomer, Škrilje, Tomišelj, Visoko, Vrbljene in Zapotok. Na referendumu o ustanovitvi občin 29. maja 1994 so prebivalci ustanovitev občine Ig sicer zavrnili s 66,5% glasovi proti, a je Državni zbor 3. oktobra 1994 z Zakonom o ustanovitvi občin ter o določitvi njihovih območij občino Ig vseeno ustanovil, formalno pa je začela delovati s 1. januarjem 1995.

## Naselja v občini
Brest, Dobravica, Draga, Golo, Gornji Ig, Ig, Iška, Iška Loka, Iška vas, Kot, Kremenica, Matena, Podgozd, Podkraj, Rogatec nad Želimljami, Sarsko, Selnik, Staje, Strahomer, Suša, Škrilje, Tomišelj, Visoko, Vrbljene, Zapotok.

## Župani
- Zlatko Usenik (danes)